# Copa Italia 2023-24
La Coppa Italia 2023-24 (denominada Coppa Italia Frecciarossa por motivos de patrocinio) fue la 77.ª edición de la copa nacional del fútbol italiano. Hubo 44 equipos participantes.
El campeón fue Juventus de Turín tras derrotar en la final por 1:0 al Atalanta el 15 de mayo de 2024, obteniendo así su decimoquinto título en la competición.

## Formato
Los equipos participarán en la competición en varias etapas, de la siguiente manera:
- Primera fase (partido único)
  - Ronda preliminar: cinco equipos de la Serie C y 3 equipos de la Serie B comienzan el torneo.
  - Primera ronda: a los cuatro ganadores se unen 1 equipo de la Serie C, 15 equipos de la Serie B y 12 equipos de la Serie A (los clubes que quedaron desde el 9º al 17º puesto más los 3 clubes ascendidos).
  - Segunda ronda: se enfrentan los 16 ganadores.
- Segunda fase
  - Octavos de final (a un partido): a los ocho ganadores se unen los clubes de la Serie A, clasificados del 1 al 8 la temporada pasada.
  - Cuartos de final (a un partido): se enfrentan los ocho ganadores.
  - Semifinales (ida y vuelta): se enfrentan los cuatro ganadores.
  - Final (partido único): se enfrentan los dos ganadores.

## Calendario
| Fase                 | Ronda            | Fecha                                       |
| -------------------- | ---------------- | ------------------------------------------- |
| Rondas eliminatorias | Ronda preliminar | 5 y 6 de agosto de 2023                     |
| Rondas eliminatorias | 1.ª ronda        | 11 al 14 de agosto de 2023                  |
| Rondas eliminatorias | 2.ª ronda        | 31 de octubre al 2 de noviembre de 2023     |
| Fase final           | Octavos de final | 5 de diciembre de 2023 a 4 de enero de 2024 |
| Fase final           | Cuartos de final | 9 al 11 de enero de 2024                    |
| Fase final           | Semifinales      | 3 al 25 de abril del 2024                   |
| Fase final           | Final            | 15 de mayo de 2024                          |

## Ronda preliminar
En esta ronda compitieron un total de ocho equipos de la Serie B y la Serie C, de los cuales cuatro avanzaron.
| 5 de agosto del 2023 | Catanzaro  | 1:0 (0:0) | Foggia | Stadio Luigi Razza, Vibo Valentia                      |                                                        |
| 18:00                | Curcio 70' | Reporte   |        | Asistencia: 0 espectadores Árbitro(s): Francesco Cosso | Asistencia: 0 espectadores Árbitro(s): Francesco Cosso |

| 6 de agosto de 2023 | Reggiana                                                                | 6:2 (3:2) | Pescara                       | Stadio Comunale, Chiavari                                  |                                                            |
| 18:00               | - Lanini 35', 65' - Portanova 40' - Girma 42' - Cigarini 57' - Vido 83' | Reporte   | - Accornero 13' - Cuppone 26' | Asistencia: 1.403 espectadores Árbitro(s): Davide Di Marco | Asistencia: 1.403 espectadores Árbitro(s): Davide Di Marco |

| 6 de agosto de 2023 | FeralpiSalò                    | 2:1 (2:0) | Vicenza    | Stadio Leonardo Garilli, Piacenza                      |                                                        |
| 20:00               | - Di Molfetta 17' - Felici 31' | Reporte   | Laezza 68' | Asistencia: 670 espectadores Árbitro(s): Marco Monaldi | Asistencia: 670 espectadores Árbitro(s): Marco Monaldi |

| 6 de agosto de 2023 | Cesena                                                                                         | 2:2 (2:0, 2:2) (t. s.)(6:5 p.) | Virtus Entella                                                                              | Estadio Dino Manuzzi, Cesena                                |                                                             |
| 20:30               | - Shpendi 17' - Ciofi 45'                                                                      | Reporte                        | Verre 51', 56'                                                                              | Asistencia: 3.418 espectadores Árbitro(s): Matteo Gualtieri | Asistencia: 3.418 espectadores Árbitro(s): Matteo Gualtieri |
|                     |                                                                                                | Tiros desde el punto penal     |                                                                                             |                                                             |                                                             |
|                     | - Mercadante - Corazza - Ciofi - Silvestri - Shpendi - Berti - Hraiech - Piacentini - Pierozzi |                                | - Disanto - Tomaselli - Banfi - Zappella - Lipani - De Lucia - Siatounis - Bonini - Thioune |                                                             |                                                             |

## Primera ronda
Un total de 32 equipos (4 ganadores de la ronda preliminar, los 16 equipos restantes de la Serie B y 12 equipos de la Serie A cabezas de serie, 9-20) compitieron en esta ronda, 16 de los cuales avanzaron a la segunda ronda.
| 11 de agosto de 2023 | Frosinone             | 1:0 (1:0) | Pisa | Estadio Benito Stirpe, Frosinone                           |                                                            |
| 17:45                | Canestrelli 7' (a.g.) | Reporte   |      | Asistencia: 3.804 espectadores Árbitro(s): Davide Ghersini | Asistencia: 3.804 espectadores Árbitro(s): Davide Ghersini |

| 11 de agosto de 2023 | Udinese                                                   | 4:1 (1:1) | Catanzaro      | Estadio Friuli, Údine                                      |                                                            |
| 18:00                | - Lovrić 9' - Beto 49' - Thauvin 64' (pen.) - Lucca 90+3' | Reporte   | Vandeputte 12' | Asistencia: 4.801 espectadores Árbitro(s): Daniele Minelli | Asistencia: 4.801 espectadores Árbitro(s): Daniele Minelli |

| 11 de agosto de 2023 | Genoa                                               | 4:3 (2:2) | Modena                                       | Estadio Luigi Ferraris, Génova                                 |                                                                |
| 21:00                | - Retegui 1', 57' - Vásquez 45+3' - Guðmundsson 51' | Reporte   | - Manconi 29' - Tremolada 40' - Gargiulo 77' | Asistencia: 25.000 espectadores Árbitro(s): Gianluca Aureliano | Asistencia: 25.000 espectadores Árbitro(s): Gianluca Aureliano |

| 11 de agosto de 2023 | Bologna                    | 2:0 (1:0) | Cesena | Estadio Renato Dall'Ara, Bolonia                                 |                                                                  |
| 21:15                | - Corazza 2' - Zirkzee 80' | Reporte   |        | Asistencia: 14.139 espectadores Árbitro(s): Gianluca Manganiello | Asistencia: 14.139 espectadores Árbitro(s): Gianluca Manganiello |

| 12 de agosto de 2023 | Empoli    | 1:2 (1:0) | Cittadella                      | Estadio Carlo Castellani, Empoli                               |                                                                |
| 17:45                | Caputo 8' | Reporte   | - Amatucci 45+3' - Magrassi 80' | Asistencia: 1.785 espectadores Árbitro(s): Alessandro Prontera | Asistencia: 1.785 espectadores Árbitro(s): Alessandro Prontera |

| 12 de agosto de 2023 | Bari | 0:3 (0:2) | Parma                                 | Estadio San Nicola, Bari                                       |                                                                |
| 18:00                |      | Reporte   | - Benedyczak 8' - Bonny 34' - Man 75' | Asistencia: 12.635 espectadores Árbitro(s): Francesco Fourneau | Asistencia: 12.635 espectadores Árbitro(s): Francesco Fourneau |

| 12 de agosto de 2023 | Hellas Verona                                     | 3:1 (2:1) | Ascoli           | Estadio Marcantonio Bentegodi, Verona                      |                                                            |
| 21:00                | - Mboula 2' - Dawidowicz 45+3' - Đurić 47' (pen.) | Reporte   | Forte 39' (pen.) | Asistencia: 8.746 espectadores Árbitro(s): Marco Piccinini | Asistencia: 8.746 espectadores Árbitro(s): Marco Piccinini |

| 12 de agosto de 2023 | Cagliari                        | 2:1 (1:0, 0:0) (t. s.) | Palermo       | Unipol Domus, Cagliari                                      |                                                             |
| 21:15                | - Dossena 100' - Colombo 120+3' | Reporte                | Soleri 120+1' | Asistencia: 14.917 espectadores Árbitro(s): Livio Marinelli | Asistencia: 14.917 espectadores Árbitro(s): Livio Marinelli |

| 13 de agosto de 2023 | Salernitana | 1:0 (1:0) | Ternana | Estadio Arechi, Salerno                                 |                                                         |
| 17:45                | Candreva 7' | Reporte   |         | Asistencia: 9.248 espectadores Árbitro(s): Antonio Giua | Asistencia: 9.248 espectadores Árbitro(s): Antonio Giua |

| 13 de agosto de 2023 | Cosenza                           | 2:5 (2:3, 1:1) (t. s.) | Sassuolo                                                                                    | Stadio San Vito-Gigi Marulla, Cosenza                     |                                                           |
| 18:00                | - Tutino 9' (pen.) - Lapadula 90' | Reporte                | - Bajrami 45+4' - Pinamonti 79' (pen.) - Ceide 105' - Mazzocchi 90' - Mulattieri 115', 118' | Asistencia: 8.800 espectadores Árbitro(s): Giuseppe Collu | Asistencia: 8.800 espectadores Árbitro(s): Giuseppe Collu |

| 13 de agosto de 2023 | Lecce        | 1:0 (1:0) | Como | Estadio Via del Mare, Lecce                                 |                                                             |
| 21:00                | Almqvist 27' | Reporte   |      | Asistencia: 14.174 espectadores Árbitro(s): Daniele Rutella | Asistencia: 14.174 espectadores Árbitro(s): Daniele Rutella |

| 13 de agosto de 2023 | Monza          | 1:2 (1:0) | Reggiana                          | Estadio Brianteo, Monza                                    |                                                            |
| 21.15                | D'Ambrosio 22' | Reporte   | - Nardi 64' - Cigarini 84' (pen.) | Asistencia: 8.178 espectadores Árbitro(s): Alberto Santoro | Asistencia: 8.178 espectadores Árbitro(s): Alberto Santoro |

| 14 de agosto de 2023 | Cremonese                                     | 3:1 (2:1, 1:1) (t. s.) | Crotone       | Estadio Giovanni Zini, Cremona                           |                                                          |
| 17:45                | - Afena-Gyan 30' - Vázquez 105' - Pickel 117' | Reporte                | Tumminello 7' | Asistencia: 3.372 espectadores Árbitro(s): Luca Zufferli | Asistencia: 3.372 espectadores Árbitro(s): Luca Zufferli |

| 14 de agosto de 2023 | Sampdoria                                                                         | 1:1 (1:1, 1:1) (t. s.)(7:6 p.) | Südtirol                                                             | Estadio Luigi Ferraris, Génova                            |                                                           |
| 18:00                | Léris 17'                                                                         | Reporte                        | Casiraghi 45+4'                                                      | Asistencia: 10.948 espectadores Árbitro(s): Luca Zufferli | Asistencia: 10.948 espectadores Árbitro(s): Luca Zufferli |
|                      |                                                                                   | Tiros desde el punto penal     |                                                                      |                                                           |                                                           |
|                      | - Stoppa - De Luca - Pedrola - Depaoli - Vieira - Bereszyński - Benedetti - Murru |                                | - Cagnano - Lonardi - Ciervo - Cisco - Broh - Davi - Tait - Masiello |                                                           |                                                           |

| 14 de agosto de 2023 | Spezia                                                  | 2:2 (2:2, 1:0) (t. s.)(4:3 p.) | Venezia                                              | Estadio Dino Manuzzi, Cesena                            |                                                         |
| 21:00                | - Antonucci 19' - Moro 60' (pen.)                       | Reporte                        | - Pohjanpalo 54' - Gytkjær 81' (pen.)                | Asistencia: 626 espectadores Árbitro(s): Niccolò Baroni | Asistencia: 626 espectadores Árbitro(s): Niccolò Baroni |
|                      |                                                         | Tiros desde el punto penal     |                                                      |                                                         |                                                         |
|                      | - Krollis - F. Esposito - S. Esposito - Kouda - Bastoni |                                | - Pohjanpalo - Chéryshev - Gytkjær - Busio - Zampano |                                                         |                                                         |

| 14 de agosto de 2023 | Torino                   | 2:1 (1:1) | Feralpisalò     | Estadio Olímpico de Turín, Turín                            |                                                             |
| 21:15                | - Vojvoda 22' - Ilić 85' | Reporte   | Di Molfetta 17' | Asistencia: 9.067 espectadores Árbitro(s): Paride Tremolada | Asistencia: 9.067 espectadores Árbitro(s): Paride Tremolada |

## Segunda ronda
Los dieciséis equipos ganadores de la primera ronda compitieron en la segunda ronda, ocho de los cuales avanzaron a los octavos de final.
| 31 de octubre de 2023 | Cremonese                              | 2:1 (1:1, 0:0) (t. s.) | Cittadella | Estadio Giovanni Zini, Cremona                              |                                                             |
| 15:00                 | - Bertolacci 48' - Massimo Coda 120+1' | Reporte                | - Vita 83' | Asistencia: 1.669 espectadores Árbitro(s): Paride Tremolada | Asistencia: 1.669 espectadores Árbitro(s): Paride Tremolada |

| 31 de octubre de 2023 | Salernitana                                        | 4:0 (2:0) | Sampdoria | Estadio Arechi, Salerno                                         |                                                                 |
| 18:00                 | - Ikwuemesi 28' - Tchaouna 45+1' (67) - Cabral 86' | Reporte   |           | Asistencia: 4.740 espectadores Árbitro(s): Gianluca Manganiello | Asistencia: 4.740 espectadores Árbitro(s): Gianluca Manganiello |

| 31 de octubre de 2023 | Bologna                        | 2:0 (1:0) | Hellas Verona | Estadio Renato Dall'Ara, Bolonia                             |                                                              |
| 21:00                 | - Moro 41' - van Hooijdonk 62' | Reporte   |               | Asistencia: 11.593 espectadores Árbitro(s): Federico Dionisi | Asistencia: 11.593 espectadores Árbitro(s): Federico Dionisi |

| 1 de noviembre de 2023 | Genoa                        | 2:1 (1:1, 1:1) (t. s.) | Reggiana     | Estadio Luigi Ferraris, Génova                              |                                                             |
| 15:00                  | - Haps 53' - Guðmundsson 99' | Reporte                | Djamanca 37' | Asistencia: 12.427 espectadores Árbitro(s): Alberto Santoro | Asistencia: 12.427 espectadores Árbitro(s): Alberto Santoro |

| 1 de noviembre de 2023 | Lecce                         | 2:4 (0:2) | Parma                                                             | Estadio Via del Mare, Lecce                                |                                                            |
| 18:00                  | - Piccoli 54' - Strefezza 76' | Reporte   | - Sohm 9' - Bonny 26' - Pongračić 90+4' (a.g.) - Man 90+7' (pen.) | Asistencia: 6.654 espectadores Árbitro(s): Daniele Minelli | Asistencia: 6.654 espectadores Árbitro(s): Daniele Minelli |

| 1 de noviembre de 2023 | Udinese      | 1:2 (1:1, 1:1) (t. s.) | Cagliari                    | Estadio Friuli, Údine                                      |                                                            |
| 21:00                  | Guessand 63' | Reporte                | - Viola 80' - Lapadula 120' | Asistencia: 4.537 espectadores Árbitro(s): Francesco Cosso | Asistencia: 4.537 espectadores Árbitro(s): Francesco Cosso |

| 2 de noviembre de 2023 | Sassuolo                                      | 0:0 (0:0, 0:0) (t. s.)(5:4 p.) | Spezia                                           | MAPEI Stadium - Città del Tricolore, Reggio Emilia       |                                                          |
| 18:00                  |                                               | Reporte                        |                                                  | Asistencia: 2.013 espectadores Árbitro(s): Luca Zufferli | Asistencia: 2.013 espectadores Árbitro(s): Luca Zufferli |
|                        |                                               | Tiros desde el punto penal     |                                                  |                                                          |                                                          |
|                        | - Berardi - Villar - Đuričić - Caputo - Verre |                                | - Kouda - Moro - Candelari - Nikolaou - Esposito |                                                          |                                                          |

| 2 de noviembre de 2023 | Torino   | 1:2 (1:2, 1:1) (t. s.) | Frosinone                      | Estadio Olímpico de Turín, Turín                              |                                                               |
| 21:00                  | Zima 31' | Reporte                | - Ibrahimović 5' - Reinier 84' | Asistencia: 5.233 espectadores Árbitro(s): Francesco Fourneau | Asistencia: 5.233 espectadores Árbitro(s): Francesco Fourneau |

## Fase final
|  | Octavos de final | Octavos de final |       |            | Cuartos de final | Cuartos de final |  |            | Semifinales | Semifinales | Semifinales | Semifinales |  |          | Final | Final |
|  |                  |                  |       |            |                  |                  |  |            |             |             |             |             |  |          |       |       |
|  | Fiorentina       | 2 (4)            |       |            |                  |                  |  |            |             |             |             |             |  |          |       |       |
|  | Parma            | 2 (1)            |       |            |                  |                  |  |            |             |             |             |             |  |          |       |       |
|  | Parma            | 2 (1)            |       | Fiorentina | 0 (5)            |                  |  |            |             |             |             |             |  |          |       |       |
|  |                  |                  |       | Fiorentina | 0 (5)            |                  |  |            |             |             |             |             |  |          |       |       |
|  |                  | Bologna          | 0 (4) |            |                  |                  |  |            |             |             |             |             |  |          |       |       |
|  | Inter            | Bologna          | 0 (4) | 1          |                  |                  |  |            |             |             |             |             |  |          |       |       |
|  | Inter            |                  |       | 1          |                  |                  |  |            |             |             |             |             |  |          |       |       |
|  | Bologna (t. s.)  | 2                |       |            |                  |                  |  |            |             |             |             |             |  |          |       |       |
|  | Bologna (t. s.)  | 2                |       |            |                  |                  |  | Fiorentina | 1           | 1           | 2           |             |  |          |       |       |
|  |                  |                  |       |            |                  |                  |  | Fiorentina | 1           | 1           | 2           |             |  |          |       |       |
|  |                  | Atalanta         | 0     | 4          | 4                |                  |  |            |             |             |             |             |  |          |       |       |
|  | Milan            | Atalanta         | 0     | 4          | 4                | 4                |  |            |             |             |             |             |  |          |       |       |
|  | Milan            |                  |       |            |                  | 4                |  |            |             |             |             |             |  |          |       |       |
|  | Cagliari         | 1                |       |            |                  |                  |  |            |             |             |             |             |  |          |       |       |
|  | Cagliari         | 1                |       | Milan      | 1                |                  |  |            |             |             |             |             |  |          |       |       |
|  |                  |                  |       | Milan      | 1                |                  |  |            |             |             |             |             |  |          |       |       |
|  |                  | Atalanta         | 2     |            |                  |                  |  |            |             |             |             |             |  |          |       |       |
|  | Atalanta         | Atalanta         | 2     | 3          |                  |                  |  |            |             |             |             |             |  |          |       |       |
|  | Atalanta         |                  |       | 3          |                  |                  |  |            |             |             |             |             |  |          |       |       |
|  | Sassuolo         | 1                |       |            |                  |                  |  |            |             |             |             |             |  |          |       |       |
|  | Sassuolo         | 1                |       |            |                  |                  |  |            |             |             |             |             |  | Atalanta | 0     |       |
|  |                  |                  |       |            |                  |                  |  |            |             |             |             |             |  | Atalanta | 0     |       |
|  |                  | Juventus         | 1     |            |                  |                  |  |            |             |             |             |             |  |          |       |       |
|  | Juventus         | Juventus         | 1     | 6          |                  |                  |  |            |             |             |             |             |  |          |       |       |
|  | Juventus         |                  |       | 6          |                  |                  |  |            |             |             |             |             |  |          |       |       |
|  | Salernitana      | 1                |       |            |                  |                  |  |            |             |             |             |             |  |          |       |       |
|  | Salernitana      | 1                |       | Juventus   | 4                |                  |  |            |             |             |             |             |  |          |       |       |
|  |                  |                  |       | Juventus   | 4                |                  |  |            |             |             |             |             |  |          |       |       |
|  |                  | Frosinone        | 0     |            |                  |                  |  |            |             |             |             |             |  |          |       |       |
|  | Napoli           | Frosinone        | 0     | 0          |                  |                  |  |            |             |             |             |             |  |          |       |       |
|  | Napoli           |                  |       | 0          |                  |                  |  |            |             |             |             |             |  |          |       |       |
|  | Frosinone        | 4                |       |            |                  |                  |  |            |             |             |             |             |  |          |       |       |
|  | Frosinone        | 4                |       |            |                  |                  |  | Juventus   | 2           | 1           | 3           |             |  |          |       |       |
|  |                  |                  |       |            |                  |                  |  | Juventus   | 2           | 1           | 3           |             |  |          |       |       |
|  |                  | Lazio            | 0     | 2          | 2                |                  |  |            |             |             |             |             |  |          |       |       |
|  | Lazio            | Lazio            | 0     | 2          | 2                | 1                |  |            |             |             |             |             |  |          |       |       |
|  | Lazio            |                  |       |            |                  | 1                |  |            |             |             |             |             |  |          |       |       |
|  | Genoa            | 0                |       |            |                  |                  |  |            |             |             |             |             |  |          |       |       |
|  | Genoa            | 0                |       | Lazio      | 1                |                  |  |            |             |             |             |             |  |          |       |       |
|  |                  |                  |       | Lazio      | 1                |                  |  |            |             |             |             |             |  |          |       |       |
|  |                  | Roma             | 0     |            |                  |                  |  |            |             |             |             |             |  |          |       |       |
|  | Roma             | Roma             | 0     | 2          |                  |                  |  |            |             |             |             |             |  |          |       |       |
|  | Roma             |                  |       | 2          |                  |                  |  |            |             |             |             |             |  |          |       |       |
|  | Cremonese        | 1                |       |            |                  |                  |  |            |             |             |             |             |  |          |       |       |

## Octavos de final
Los partidos de octavos de final se jugaron entre los ocho ganadores de la segunda ronda y los clubes clasificados del 1 al 8 en la Serie A 2022-23.
| 5 de diciembre de 2023 | Lazio         | 1:0 (1:0) | Genoa | Estadio Olímpico de Roma, Roma                               |                                                              |
| 21:00                  | - Guendozi 5' | Reporte   |       | Asistencia: 38.012 espectadores Árbitro(s): Juan Luca Sacchi | Asistencia: 38.012 espectadores Árbitro(s): Juan Luca Sacchi |

| 6 de diciembre de 2023 | Fiorentina                                | 2:2 (2:2, 0:2) (t. s.)(4:1 p.) | Parma                     | Estadio Artemio Franchi, Florencia                          |                                                             |
| 21:00                  | - Nzola 83' - Sottil 90' (pen.)           | Reporte                        | - Bernabé 21' - Bonny 23' | Asistencia: 23.113 espectadores Árbitro(s): Livio Marinelli | Asistencia: 23.113 espectadores Árbitro(s): Livio Marinelli |
|                        |                                           | Tiros desde el punto penal     |                           |                                                             |                                                             |
|                        | - Biraghi - Kouamé - Milenković - Beltrán |                                | - Hernani - Man - Camara  |                                                             |                                                             |

| 19 de diciembre de 2023 | Napoli | 0:4 (0:0) | Frosinone                                                          | Estadio Diego Armando Maradona, Nápoles                    |                                                            |
| 21:00                   |        | Reporte   | - Barrenechea 65' - Caso 70' - Cheddira 72' (pen.) - Harroui 90+5' | Asistencia: 25.000 espectadores Árbitro(s): Rosario Abisso | Asistencia: 25.000 espectadores Árbitro(s): Rosario Abisso |

| 20 de diciembre de 2023 | Inter              | 1:2 (1:0, 0:0) (t. s.) | Bologna                     | Estadio Giuseppe Meazza, Milán                                |                                                               |
| 21:00                   | Carlos Augusto 92' | Reporte                | - Beukema 112' - Ndoye 116' | Asistencia: 63.519 espectadores Árbitro(s): Federico La Penna | Asistencia: 63.519 espectadores Árbitro(s): Federico La Penna |

| 2 de enero de 2024 | Milan                                      | 4:1 (2:0) | Cagliari | San Siro, Milán                                                 |                                                                 |
| 21:00              | - Jović 29', 42' - Traorè 50' - Leão 90+1' | Reporte   | Azzi 87' | Asistencia: 57.169 espectadores Árbitro(s): Alessandro Prontera | Asistencia: 57.169 espectadores Árbitro(s): Alessandro Prontera |

| 3 de enero de 2024 | Atalanta                                | 3:1 (1:0) | Sassuolo     | Estadio Atleti Azzurri d'Italia, Bérgamo                    |                                                             |
| 18:00              | - De Ketelaere 24', 63' - Miranchuk 71' | Reporte   | Boloca 90+5' | Asistencia: 13.509 espectadores Árbitro(s): Alberto Santoro | Asistencia: 13.509 espectadores Árbitro(s): Alberto Santoro |

| 3 de enero de 2024 | Roma                             | 2:1 (0:1) | Cremonese    | Estadio Olímpico de Roma, Roma                            |                                                           |
| 21:00              | - Lukaku 77' - Dybala 85' (pen.) | Reporte   | Tsadjout 37' | Asistencia: 61.975 espectadores Árbitro(s): Luca Pairetto | Asistencia: 61.975 espectadores Árbitro(s): Luca Pairetto |

| 4 de enero de 2024 | Juventus                                                                               | 6:1 (2:1) | Salernitana  | Juventus Stadium, Turín                                     |                                                             |
| 21:00              | - Miretti 12' - Cambiaso 35' - Rugani 54' - Bronn 75' (a.g.) - Yıldız 88' - Weah 90+1' | Reporte   | Ikwuemesi 1' | Asistencia: 40.548 espectadores Árbitro(s): Davide Ghersini | Asistencia: 40.548 espectadores Árbitro(s): Davide Ghersini |

## Cuartos de final
Los partidos fueron disputados por los ocho ganadores de la ronda anterior.
| 9 de enero de 2024 | Fiorentina                                        | 0:0 (0:0, 0:0) (t. s.)(5:4 p.) | Bologna                                             | Estadio Artemio Franchi, Florencia                           |                                                              |
| 21:00              |                                                   | Reporte                        |                                                     | Asistencia: 25.079 espectadores Árbitro(s): Matteo Marchetti | Asistencia: 25.079 espectadores Árbitro(s): Matteo Marchetti |
|                    |                                                   | Tiros desde el punto penal     |                                                     |                                                              |                                                              |
|                    | - Mandragora - Arthur - Milenković - Mina - Lopez |                                | - Ferguson - Zirkzee - Orsolini - Calafiori - Posch |                                                              |                                                              |

| 10 de enero de 2024 | Lazio               | 1:0 (0:0) | Roma | Estadio Olímpico de Roma, Roma                             |                                                            |
| 18:00               | Zaccagni 64' (pen.) | Reporte   |      | Asistencia: 51.880 espectadores Árbitro(s): Daniele Orsato | Asistencia: 51.880 espectadores Árbitro(s): Daniele Orsato |

| 10 de enero de 2024 | Milan    | 1:2 (1:1) | Atalanta                       | San Siro, Milán                                            |                                                            |
| 21:00               | Leão 45' | Reporte   | Koopmeiners (45+2), 59' (pen.) | Asistencia: 64.036 espectadores Árbitro(s): Marco Di Bello | Asistencia: 64.036 espectadores Árbitro(s): Marco Di Bello |

| 11 de enero de 2024 | Juventus                                  | 4:0 (2:0) | Frosinone | Juventus Stadium, Turín                                      |                                                              |
| 21:00               | - Milik 11' (pen.), 38', 48' - Yıldız 61' | Reporte   |           | Asistencia: 37.940 espectadores Árbitro(s): Juan Luca Sacchi | Asistencia: 37.940 espectadores Árbitro(s): Juan Luca Sacchi |

## Semifinales
Las semifinales, que tienen formato de ida y vuelta, se jugaron entre los clubes que avanzaron desde los cuartos de final.
| Ida; 2 de abril de 2024 | Juventus                    | 2:0 (0:0) | Lazio | Juventus Stadium, Turín                                  |                                                          |
| 21:00                   | - Chiesa 50' - Vlahović 64' | Reporte   |       | Asistencia: 39.056 espectadores Árbitro(s): Davide Massa | Asistencia: 39.056 espectadores Árbitro(s): Davide Massa |

| Vuelta; 23 de abril de 2024 | Lazio                  | 2:1 (1:0) (Global 2:3) | Juventus    | Estadio Olímpico de Roma, Roma |                            |
| 21:00                       | - Castellanos 12', 48' | Reporte                | - Milik 84' | Árbitro(s): Daniele Orsato     | Árbitro(s): Daniele Orsato |

| Ida; 3 de abril de 2024 | Fiorentina       | 1:0 (1:0) | Atalanta | Estadio Artemio Franchi, Florencia                           |                                                              |
| 21:00                   | - Mandragora 31' | Reporte   |          | Asistencia: 21.560 espectadores Árbitro(s): Maurizio Mariani | Asistencia: 21.560 espectadores Árbitro(s): Maurizio Mariani |

| Vuelta; 24 de abril de 2024 | Atalanta                                                        | 4:1 (1:0) (Global 4:2) | Fiorentina          | Estadio Atleti Azzurri d'Italia, Bérgamo                      |                                                               |
| 21:00                       | - Koopmeiners 8' - Scamacca 75' - Lookman 90+5' - Pašalić 90+8' | Reporte                | Martínez Quarta 68' | Asistencia: 14.909 espectadores Árbitro(s): Federico La Penna | Asistencia: 14.909 espectadores Árbitro(s): Federico La Penna |

## Final
| 15 de mayo de 2024 | Atalanta | 0:1 (0:1) | Juventus      | Estadio Olímpico, Roma                                    |                                                           |
| 21:00              |          | Reporte   | - Vlahović 4' | Asistencia: 66.854 espectadores Árbitro(s): Fabio Maresca | Asistencia: 66.854 espectadores Árbitro(s): Fabio Maresca |

| 29         | Guardameta     | Marco Carnesecchi    |     |
| 15         | Defensa        | Marten de Roon       | 65' |
| 4          | Defensa        | Isak Hien            | 59' |
| 19         | Defensa        | Berat Djimsiti       |     |
| 77         | Centrocampista | Davide Zappacosta    | 59' |
| 8          | Centrocampista | Mario Pašalić        | 59' |
| 13         | Centrocampista | Éderson              |     |
| 22         | Centrocampista | Matteo Ruggeri       |     |
| 7          | Delantero      | Teun Koopmeiners     |     |
| 11         | Delantero      | Ademola Lookman      |     |
| 17         | Delantero      | Charles de Ketelaere | 46' |
| Entrenador | Entrenador     | Gian Piero Gasperini |     |

| 36         | Guardameta     | Mattia Perin         |     |
| 4          | Defensa        | Federico Gatti       |     |
| 3          | Defensa        | Bremer               |     |
| 6          | Defensa        | Danilo               |     |
| 41         | Centrocampista | Hans Nicolussi       | 62' |
| 27         | Centrocampista | Andrea Cambiaso      | 81' |
| 25         | Centrocampista | Adrien Rabiot        |     |
| 16         | Centrocampista | Weston McKennie      |     |
| 17         | Centrocampista | Samuel Iling-Junior  |     |
| 9          | Delantero      | Dušan Vlahović       | 81' |
| 7          | Delantero      | Federico Chiesa      | 69' |
| Entrenador | Entrenador     | Massimiliano Allegri |     |

| 10 | Delantero      | El Bilal Touré    | 46' |
| 33 | Defensa        | Hans Hateboer     | 59' |
| 42 | Delantero      | Giorgio Scalvini  | 59' |
| 59 | Centrocampista | Aleksei Miranchuk | 59' |
| 2  | Defensa        | Rafael Tolói      | 65' |

| 20 | Centrocampista | Fabio Miretti   | 62' |
| 15 | Delantero      | Kenan Yildiz    | 69' |
| 22 | Centrocampista | Timothy Weah    | 81' |
| 14 | Delantero      | Arkadiusz Milik | 81' |

| Anotado | 4' | Dušan Vlahović | 0-1 |

| Amonestado | 17'   | Isak Hien      |
| Amonestado | 78'   | Berat Djimsiti |
| Amonestado | 90+6' | Rafael Tolói   |

| Amonestado | 56'   | Dušan Vlahović |
| Amonestado | 90+1' | Bremer         |

| Expulsado | 90+5' | Massimiliano Allegri |

| Árbitro             | Fabio Maresca     |
| Árbitros asistentes | Daniele Bindoni   |
| Árbitros asistentes | Alberto Tegoni    |
| Cuarto árbitro      | Maurizio Mariani  |
| VAR                 | Valerio Marini    |
| Adicional VAR       | Aleandro Di Paolo |

| 29         | Guardameta     | Marco Carnesecchi    |     |
| 15         | Defensa        | Marten de Roon       | 65' |
| 4          | Defensa        | Isak Hien            | 59' |
| 19         | Defensa        | Berat Djimsiti       |     |
| 77         | Centrocampista | Davide Zappacosta    | 59' |
| 8          | Centrocampista | Mario Pašalić        | 59' |
| 13         | Centrocampista | Éderson              |     |
| 22         | Centrocampista | Matteo Ruggeri       |     |
| 7          | Delantero      | Teun Koopmeiners     |     |
| 11         | Delantero      | Ademola Lookman      |     |
| 17         | Delantero      | Charles de Ketelaere | 46' |
| Entrenador | Entrenador     | Gian Piero Gasperini |     |

| 36         | Guardameta     | Mattia Perin         |     |
| 4          | Defensa        | Federico Gatti       |     |
| 3          | Defensa        | Bremer               |     |
| 6          | Defensa        | Danilo               |     |
| 41         | Centrocampista | Hans Nicolussi       | 62' |
| 27         | Centrocampista | Andrea Cambiaso      | 81' |
| 25         | Centrocampista | Adrien Rabiot        |     |
| 16         | Centrocampista | Weston McKennie      |     |
| 17         | Centrocampista | Samuel Iling-Junior  |     |
| 9          | Delantero      | Dušan Vlahović       | 81' |
| 7          | Delantero      | Federico Chiesa      | 69' |
| Entrenador | Entrenador     | Massimiliano Allegri |     |

| 10 | Delantero      | El Bilal Touré    | 46' |
| 33 | Defensa        | Hans Hateboer     | 59' |
| 42 | Delantero      | Giorgio Scalvini  | 59' |
| 59 | Centrocampista | Aleksei Miranchuk | 59' |
| 2  | Defensa        | Rafael Tolói      | 65' |

| 20 | Centrocampista | Fabio Miretti   | 62' |
| 15 | Delantero      | Kenan Yildiz    | 69' |
| 22 | Centrocampista | Timothy Weah    | 81' |
| 14 | Delantero      | Arkadiusz Milik | 81' |

| Anotado | 4' | Dušan Vlahović | 0-1 |

| Amonestado | 17'   | Isak Hien      |
| Amonestado | 78'   | Berat Djimsiti |
| Amonestado | 90+6' | Rafael Tolói   |

| Amonestado | 56'   | Dušan Vlahović |
| Amonestado | 90+1' | Bremer         |

| Expulsado | 90+5' | Massimiliano Allegri |

| Árbitro             | Fabio Maresca     |
| Árbitros asistentes | Daniele Bindoni   |
| Árbitros asistentes | Alberto Tegoni    |
| Cuarto árbitro      | Maurizio Mariani  |
| VAR                 | Valerio Marini    |
| Adicional VAR       | Aleandro Di Paolo |

|             |
|             |
| Campeón     |
| Juventus    |
| 15.° título |

## Goleadores
| Jugador          | Club     | Goles |
| ---------------- | -------- | ----- |
| Arkadiusz Milik  | Juventus | 4     |
| Ange-Yoan Bonny  | Parma    | 3     |
| Teun Koopmeiners | Atalanta | 3     |